# The Amazing Race 28
The Amazing Race 28 là mùa thứ 28 của chương trình truyền hình thực tế The Amazing Race. 11 đội với hai người mỗi đội, làm việc trong ngành nghề truyền thông xã hội sẽ tham gia một cuộc hành trình vòng quanh thế giới và cố gắng về đích sớm nhất để không bị loại và chiến thắng The Amazing Race, nhận 1 triệu đô la Mỹ tiền thưởng.

## Sản xuất và quay phim

### Phát triển

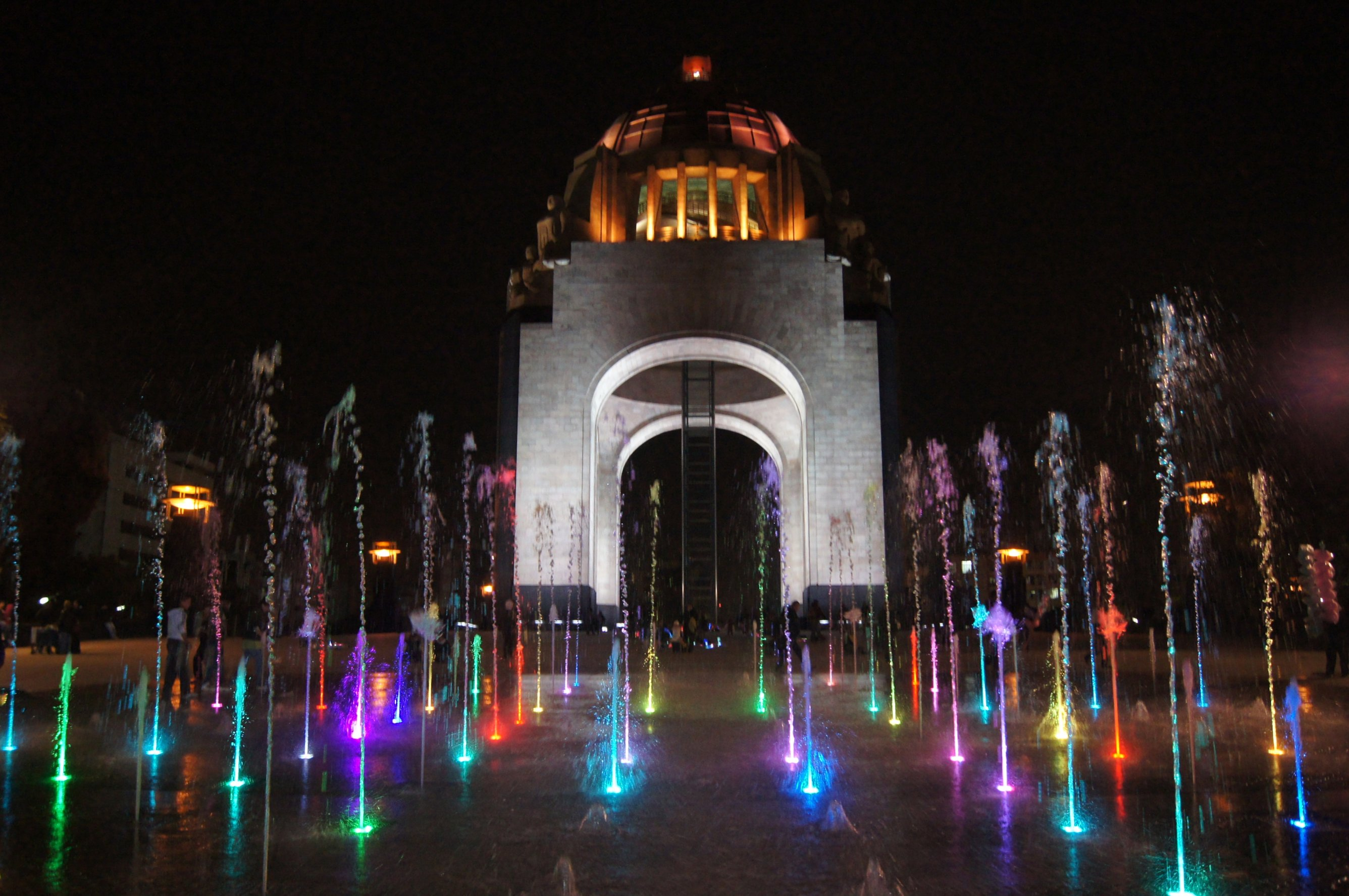
Mùa thứ 28 của The Amazing Race được ghi hình đầu tiên tại Monumento a la Revolución ở Mexico City.

The Amazing Race 28 đã bắt đầu quay vào ngày 15/11/2015, với người dẫn chương trình Phil Keoghan nói về địa điểm của chặng đầu tiên, Monumento a la Revolución tại Mexico City, thông qua các phương tiện truyền thông xã hội.

### Đội thi và phỏng vấn
Các đội thi The Amazing Race 28 gồm 11 đội 2 người; các thành viên nổi tiếng trong truyền thông xã hội và bạn bè hay người thân của họ. Dàn đội thi bao gồm:
- Youtuber Tyler Oakley và bạn thân Korey Kuhl
- Game thủ nổi tiếng Burnie Burns và Ashley Jenkins
- YouTube Erin White Robinson và bạn thân Joslyn Davis
- Viner Cole LaBrant và mẹ Sheri LaBrant
- Viner Zach King và vợ Rachel King
- YouTuber Dana Borriello và Matt Steffanina
- Người mẫu ảnh trên Instagram Jessica Versteeg và Brittany Oldehoff
- Thành viên Viral Marty Cobb và cháu gái Hagan Parkman
- YouTuber Blair Fowler và bố Scott Fowler
- Bình luận viên trên Vine Cameron Benson và Darius Benson
- VĐV bóng chày chuyên nghiệp Kurt Gibson và Brodie Smith

## Kết quả
| Đội chơi               | Nghề nghiệp & Màu đội đua | Thứ hạng từng chặng | Thứ hạng từng chặng | Thứ hạng từng chặng | Thứ hạng từng chặng | Thứ hạng từng chặng | Thứ hạng từng chặng | Thứ hạng từng chặng | Thứ hạng từng chặng | Thứ hạng từng chặng | Thứ hạng từng chặng | Thứ hạng từng chặng | Thứ hạng từng chặng | Thứ hạng trung bình |                   |
| Đội chơi               | Nghề nghiệp & Màu đội đua | 1                   | 2                   | 3                   | 4                   | 5                   | 6                   | 7 +                 | 8                   | 9                   | 10                  | 11ε                 | 12                  | Thứ hạng trung bình |                   |
| ---------------------- | ------------------------- | ------------------- | ------------------- | ------------------- | ------------------- | ------------------- | ------------------- | ------------------- | ------------------- | ------------------- | ------------------- | ------------------- | ------------------- | ------------------- | ----------------- |
|                        | Ca sĩ - Rapper (9)        | 2                   | 4                   | 1                   | 3                   | 2                   | 1                   | 1                   | 2                   | 2                   | 1⊃                  | 2 <                 | 1                   | 1.83                | Min 8 - Jae 8     |
| Minh Tiến - Huỳnh Như  | Vận động viên (1)         | 1                   | 1                   | 2                   | 4⊂                  | 1ƒ                  | 2                   | 4                   | 5                   | 3                   | 4⊂⋑                 | 1 >                 | 2                   | 2.50                | Tiến 8 - Như 7    |
| Bảo Ngân - Khánh Vy    | Ca sĩ - Diễn viên (10)    | 6                   | 5                   | 4                   | 2                   | 3                   | 5                   | 2                   | 1                   | 4                   | 3                   | 3                   | 3                   | 3.42                | Ngân 8 - Vy 8     |
| Hoàng Nhi - Tiến Phong | Hẹn hò (6)                | 4                   | 2                   | 3                   | 1⊃                  | 5                   | 4                   | 6 −                 | 3                   | 1                   | 2                   | 4 >                 |                     | 3.18                | Nhi 7 - Phong 7   |
| Gia Thịnh - Nhựt Thiên | Bạn thân (3)              | 3                   | 3                   | 5                   | 5                   | 4                   | 3                   | 3                   | 4                   | 5                   | 5⋐                  |                     |                     | 4.00                | Thịnh 6 - Thiên 6 |
| Thanh Phương - Bảo Duy | Stylist (4)               | 9                   | 8                   | 9                   | 7⋑                  | 7                   | 6                   | 5                   | 6                   |                     |                     |                     |                     | 7.13                | Phương 3 - Duy 7  |
| Diễm My - Phương Thảo  | Người mẫu - Diễn viên (7) | 10                  | 9                   | 8                   | 8                   | 6                   | 7                   |                     |                     |                     |                     |                     |                     | 8.00                | My 1 - Thảo 5     |
| Bray - Mỹ Linh         | Dancer - MC (2)           | 7                   | 7                   | 6                   | 6                   | 8                   |                     |                     |                     |                     |                     |                     |                     | 6.80                | Bray 2 - Linh 3   |
| Lan Anh - Minh Long    | Nhân viên văn phòng (8)   | 8                   | 10                  | 7                   | 9⋐                  |                     |                     |                     |                     |                     |                     |                     |                     | 8.50                | Anh 1 - Long 3    |
| Thanh Huy - Thành Đạt  | Anh em (5)                | 5                   | 6                   | 10                  |                     |                     |                     |                     |                     |                     |                     |                     |                     | 7.00                | Huy 2 - Đạt 1     |

- Chữ đỏ thể hiện các đội đã bị loại khỏi cuộc đua.
- Chữ xanh chỉ đội về cuối trong 1 chặng không loại và phải thực hiện Speed Bump trong chặng sau.
- Chữ xanh lá ƒ thể hiện đội giành được Fast Forward. Nếu nó ở trong số chặng đua, nó thể hiện rằng chặng đó có Fast Forward nhưng không đội nào sử dụng.
- Dấu ε thể hiện đội sử dụng Thẻ Ưu Tiên trong chặng đua.Dấu ə thể hiện đội sử dụng Thẻ Ưu Tiên thứ 2 trong chặng đua.
- Dấu gạch chân thể hiện sẽ không có thời gian nghỉ tại Trạm Dừng và tất cả các đội sẽ phải tiếp tục chặng đua. Đội về nhất Trạm Dừng đó sẽ vẫn nhận được một phần thưởng. Ngoài ra, sẽ không có đội nào bị loại khỏi cuộc đua vào cuối chặng, nhưng vào bất cứ thử thách nào của chặng kế tiếp, sẽ có một đội bị loại giữa chừng.
- Dấu ⊃ hoặc Dấu ⋑ chỉ các đội sử dụng Rào cản hoặc Rào cản Kép; Dấu ⊂ hoặc Dấu ⋐ chỉ các đội bị Rào cản/Rào cản Kép tác động; ⊂⋑ chỉ các đội bị Rào cản/Rào cản Kép tác dộng nhưng lại dùng Rào cản/Rào cản Kép lên đội khác; ⊂ và ⋑ xung quanh số chặng chỉ chặng đó có Rào cản/Rào cản kép nhưng không đội nào sử dụng.

## Phần thưởng:
Giải thưởng sẽ được dành cho đội về nhất chặng. Phần thưởng sẽ là tiền hoặc chuyến du lịch của Travelocity.
- Chặng 1-US$2,000 và thẻ Ưu tiên.
- Chặng 2-1 chuyến đi tới Saint Thomas.
- Chặng 3-1 chuyến đi tới Mykonos, Hy Lạp.
- Chặng 4-US$3,000
- Chặng 5-1 chuyến đi tới Boracay, Philippines.
- Chặng 6-Thẻ tốc hành
- Chặng 7-1 chuyến đi tới Turks and Caicos.
- Chặng 8-1 chuyến đi tới Helsinki, Finland.
- Chặng 9-US$5,000
- Chặng 10-1 chuyến đi tới Alaska.
- Chặng 11-Không có
- Chặng 12-US$1,000,000

## Sơ lược cuộc đua

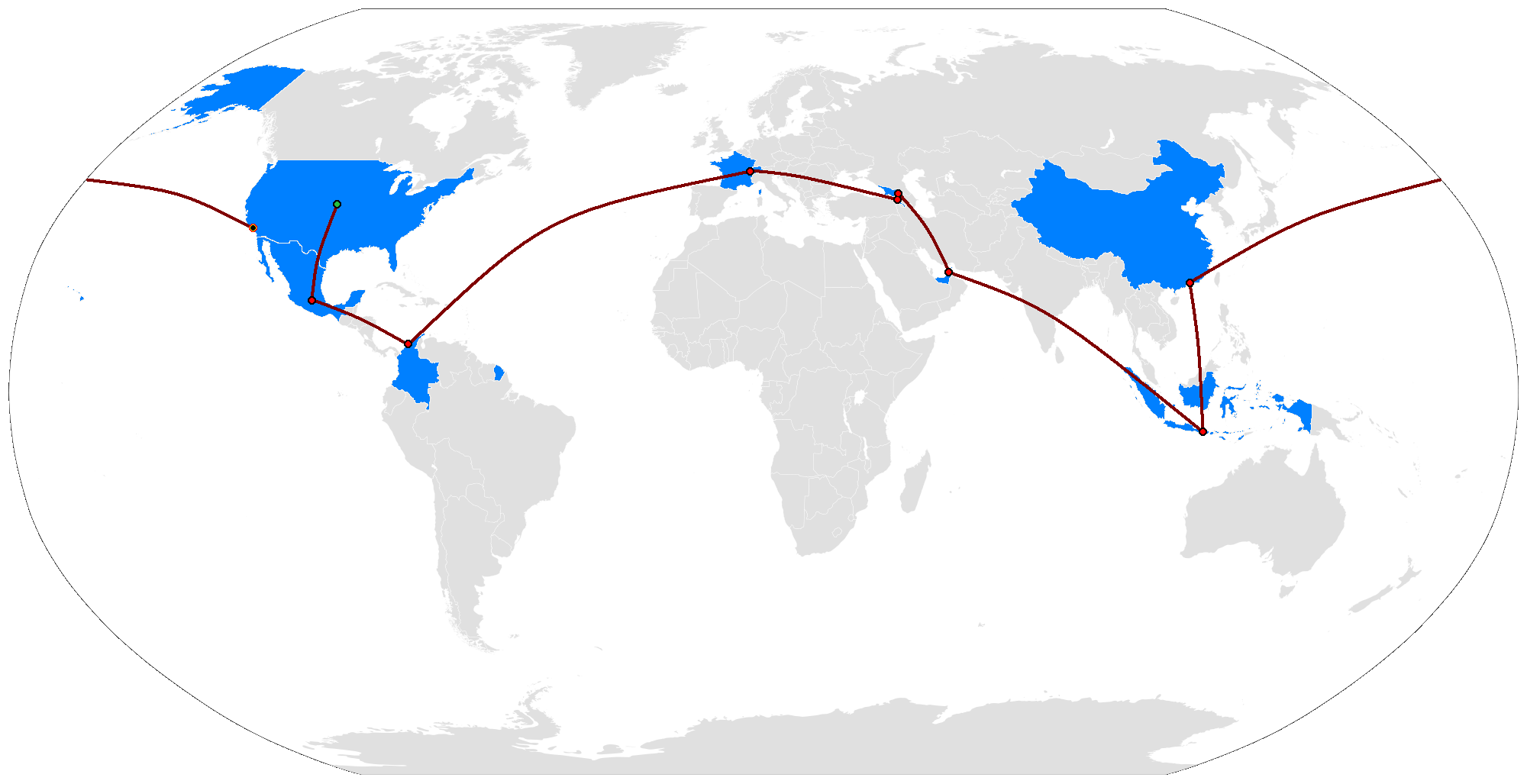
Hành trình cuộc đua và các quốc gia mà mùa này sẽ ghé thăm.

### Chặng 1 (United States → Mexico)
Ngày phát sóng: ngày 12 tháng 2 năm 2016

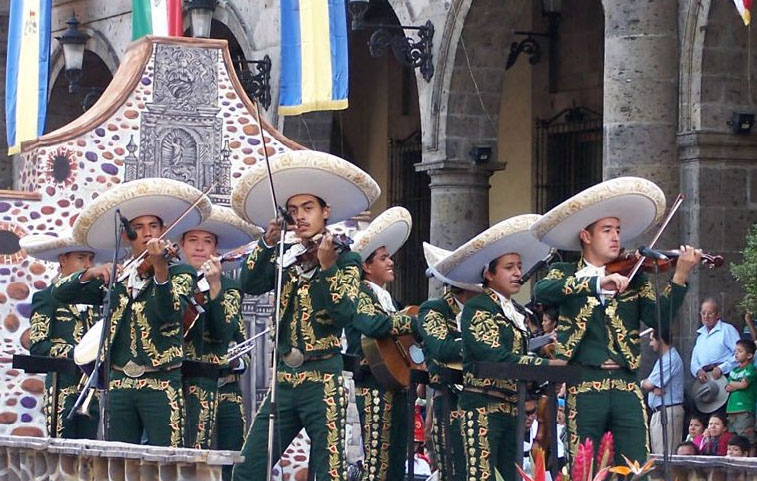